# Kościół Wniebowzięcia Najświętszej Maryi Panny w Lubochni
Kościół Wniebowzięcia Najświętszej Maryi Panny – rzymskokatolicki kościół parafialny należący do parafii pod tym samym wezwaniem (dekanat Lubochnia diecezji łowickiej).
Jest to świątynia wzniesiona w latach 1914–1920. Zaprojektowana została przez architekta Józefa Piusa Dziekońskiego przy współpracy inżyniera Zdzisława Mączeńskiego. Budowla reprezentuje styl neobarokowy. Ze starego kościoła zachowały się murowane: zakrystia i skarbczyk. Świątynia została konsekrowana w dniu 25 maja 1922 roku przez biskupa Stanisława Galla. Wnętrze kościoła nakryte jest sklepieniem kryształowym. Do wyposażenia świątyni należą m.in. obrazy Matki Bożej Różańcowej i św. Michała oraz dzwonnica powstała w 1538 roku.